# Сьомик Аркадій Павлович
Аркадій Павлович Сьомик (18 червня 1941, Хабаровськ — 26 серпня 2000, Київ) — український науковець у галузях металознавства та матеріалознавства, педагог. Доктор технічних наук (1986), професор. Заслужений працівник освіти України (1998). Розробник екологічно чистих формувальних і стержневих сумішей на основі технічних лігносульфонатів та інших зв'язувальних компонентів.
Протягом майже 40 років — професор Київського політехнічного інституту (1963—2000), з яких 12 років — декан інженерно-фізичного факультету. Автор понад 200 наукових робіт, зокрема близько 20 авторських свідоцтв на винаходи. Учень професора Костянтина Ващенка.

## Життєпис

Могила Аркадія Сьомика, Берковецьке кладовище

Народився 18 червня 1941-го року у Хабаровську, РРФСР.
У 1963-му році закінчив кафедру ливарного виробництва чорних та кольорових металів механіко-технологічного факультету Київського політехнічного інституту (КПІ). Учень професора Костянтина Ващенка. Тоді ж розпочав роботу в інституті, спочатку на посаді інженера.
У 1969-му році здобув науковий ступінь кандидата технічних наук, захистивши дисертацію на тему «Исследование выбиваемости наливных самотвердеющих смесей». Виконував науково-дослідну роботу кафедри ливарного виробництва у новоствореній науково-дослідній лабораторії під керівництвом Олександра Макаревича.
З 1977-го по 1991-й роки — доцент, пізніше професор новоствореної кафедри фізико-хімічних основ технології металів. У 1986-му році здобув науковий ступінь доктора технічних наук, захистивши дисертацію на тему «Формовочные и стержневые смеси со связующими материалами на основе технических лигносульфонатов».
З 1988-го року до кінця життя — декан інженерно-фізичного факультету КПІ. На цій посаді, зокрема, виступив одним із засновників Спільного українсько-німецького факультету машинобудування Механіко-машинобудівного інституту. Паралельно, з 1991-го року — завідувач рідної кафедри ливарного виробництва чорних та кольорових металів.
Дружина — кандидат біологічних наук, старша наукова співробітниця Інституту програмних систем НАН України Тетяна Сьомик (нар. 1946).
У 1998-му році був нагороджений званням «Заслужений працівник освіти України». Працював до останніх днів життя. Помер на 60-му році життя 26 серпня 2000-го року. Похований на Берковецькому кладовищі (ділянка № 2а, 50°29′17.65″ пн. ш. 30°23′44.38″ сх. д. / 50.4882361° пн. ш. 30.3956611° сх. д.), на одній ділянці із давнім колегою та другом Олегом Бяліком.
У 2001-му році в інституті була запроваджена іменна стипендія імені Аркадія Сьомика, а у 2003-му році іменем науковця була названа одна із аудиторій інженерно-фізичного факультету.

## Наукова та організаторська діяльність
Автор понад 200 наукових робіт, зокрема близько 20 авторських свідоцтв на винаходи. Науковий керівник та педагог декількох докторів та кандидатів наук, зокрема Руслана Плюща, Ірини Гурії, Анатолія Кочешкова, Андрія Затуловського, Дмитра Шарадкіна тощо.
З середини 1960-х років входив до складу колектива науковців, які створювали першу в країні комплексно-механізовану, пізніше автоматизовану лінію для виготовлення стрижнів і форм із наливних самотвердних сумішей, що експлуатувалась на заводі «Більшовик».
У складний організаційно-економічний період для країни під керівництвом Аркадія Сьомика була оновлена матеріально-технічна база кафедри ливарного виробництва чорних та кольорових металів, виконаний ремонт навчальних приміщень, штат кафедри поповнили молоді науковці.

## Науковий доробок
- «Исследование выбиваемости наливных самотвердеющих смесей» [Текст]: диссертация на соискание ученой степени кандидата технических наук. 323 / Киевский политехн. ин-т им. 50-летия Великой Октябрьской социалистической революции. — Киев: [б. и.], 1969.
- «Применение сульфитно-дрожжевой бражки в литейном производстве» / С. П. Дорошенко, А. П. Семик, В. В. Артемьев. — Киев: о-во «Знание» УССР, 1980. — 23 с.; 20 см — (Металлургия / О-во «Знание» УССР).
- «Повышение производительности труда и улучшение качества выпускаемого литья при применении связующих материалов, получаемых по безотходной технологии» / С. П. Дорошенко, А. П. Семик, В. В. Артемьев. — Киев: о-во «Знание» УССР, 1983. — 12 с.; 20 см — (В помощь лектору и специалисту. / О-во «Знание» УССР).
- «Формовочные и стержневые смеси со связующими материалами на основе технических лигносульфонатов»: диссертация доктора технических наук: специальность 05.16.04 — Литейное производство / Семик Аркадий Павлович ; Ордена Ленина и ордена Дружбы народов Академия наук Украинской ССР, Институт проблем литья. — Киев, 1986.
- «Улучшение качества литья, получаемого в разовые формы, со связующими материалами на основе технических лигносульфонатов»: [Метод. рекомендации / Подгот. А. П. Семик, В. В. Артемьев]. — Киев: О-во «Знание» УССР, 1988. — 20 с.

### Авторські свідоцтва на винаходи (у співавторстві)
- 1971 — «Жидкая самотвердеющая смесь»
- 1982 — «Способ приготовления связующего для изготовления литейных форм и стержней»
- 1985 — «Смесь для изготовления литейных форм и стержней»
- 1992 — «Формовочная смесь для получения отливок»
- 1992 — «Способ изготовления сифонной проводки»
- 1996 — «Затверджувач для органічних в'яжучих матеріалів на основі технічних лігносульфонатів»
- 1998 — «Пристрій для контролю параметрів плавки»